# Contea di Lake (Michigan)
La contea di Lake, in inglese Lake County, è una contea dello Stato del Michigan, negli Stati Uniti. La popolazione al censimento del 2000 era di 11 333 abitanti. Il capoluogo di contea è Baldwin.